# Gmina St. Clair (hrabstwo Benton)

Położenie Gminy St. Clair w hrabstwie Benton

Gmina St. Clair (ang. St. Clair Township) – gmina w USA, w stanie Iowa, w hrabstwie Benton. Według danych z 2000 roku gmina miała 461 mieszkańców.